# Сел (Шер)
Сел (фр. Celle) насеље је и општина у централној Француској у региону Центар (регион), у департману Шер која припада префектури Сент Аман Монрон.
По подацима из 2011. године у општини је живело 350 становника, а густина насељености је износила 27,34 становника/km². Општина се простире на површини од 12,8 km². Налази се на средњој надморској висини од 125 метара (максималној 247 m, а минималној 149 m).

## Демографија
| 1962. | 1968. | 1975. | 1982. | 1990. | 1999. | 2011. |
| ----- | ----- | ----- | ----- | ----- | ----- | ----- |
| 317   | 342   | 264   | 264   | 291   | 328   | 350   |

График промене броја становника у току последњих година